# 1379-1370 v.Chr.
De jaren 1379-1370 v.Chr. (van de christelijke jaartelling) zijn een decennium in de 14e eeuw v.Chr..

## Gebeurtenissen

### Griekenland
- 1376 v.Chr. - Hoge koning Perseus (1376 - 1348 v.Chr.) heerst over de stad Mycene.
- 1370 v.Chr. - Mycene wordt het belangrijkste politieke machtscentrum op het Griekse vasteland.

### Mesopotamië
- 1375 v.Chr. - Burnaburiaš II (1375 - 1333 v.Chr.) volgt Kurigalzu I op als koning van Karduniaš.
- 1371 v.Chr. - Burnaburiaš II van Karduniaš huwelijkt zijn zuster en dochter uit aan Amenhotep III.

<< · 1399-1390 · 1389-1380 · 1379-1370 · 1369-1360 · 1359-1350 · 1349-1340 · 1339-1330 · 1329-1320 · 1319-1310 · 1309-1300 · >>